# Lenna (foto)
Lenna ou Lena é uma imagem de teste padrão amplamente utilizada no campo de processamento de imagens desde 1973. É uma foto da modelo sueca Lena Forsén, tirada pelo fotógrafo Dwight Hooker, cortada da página central da edição de novembro de 1972 da revista Playboy. A grafia "Lenna" veio do desejo da modelo de encorajar a pronúncia correta de seu nome. "Eu não queria ser chamada Lee em Inglês /ˈliːnə/]", explicou ela.